# 陳汝舟
陳汝舟（1910年7月11日—1983年5月），字濟川。廣東省台山縣廣海西園里人。民國37年（1948年）在僑居國外國民第一區〔美國包括檀香山〕當選第一屆立法委員

## 生平[2]
- 暨南大學法學院政治經濟系
- 法國巴黎大學法學博士〔博士論文《儒教中的國際法教義》(La doctrine du droit international chez Confucius)〕、文學博士〔博士論文《十六世紀以來法國國際法中的哲學》(La Philosophie du Droit International en France depuis le XVIe Siècle)〕
- 美國哈佛大學研究
- 僑務專員
- 中國國民外交協會駐美辦事處主任
- 出版華英文刊物《國民外交月刊》(Chinese Mind)。
- 出版《美國華僑年鑑》。
- 當選立法委員，曾出席第一會期僑務委員會(召集委員)、外交委員會、法制委員會
- 1950年，被註銷立法委員名籍[3]
- 1950年移居香港，先後任教香江書院，主持華僑大學及華僑工商學院校政。後籌組聯合學院，聯合組成中文大學。
- 1960年辭職定居美國。先經商，後在亞利桑那大學東方圖書館任職。
- 1972年始編印《美國華人》月刊